# 中島舞香
中島 舞香（なかじま まいか、1997年12月26日 - ）は、日本の女優である。

## 来歴・人物
大阪府出身で、身長は156センチメートル、血液型はAB型である。2013年にストレイドッグプロモーションに所属。30本以上の舞台に出演し、メインの役を多数務める。
2018年に所属していたストレイドッグプロモーションを離れ、2020年にミッシングピースに所属。地上波ドラマや映画、ナレーションなど幅広く活動。
趣味はキックボクシング、好きな食べ物は焼肉。

## 出演

### 映画
- 「花のワルツ」監督：森田亜紀（2022）[1]
- 「悲しき天使」監督：森岡利行（2020）
- 「エンボク」監督：鈴木浩介　陽子役（2019）
- 「人魚の眠る家」原作：東野圭吾 監督：堤幸彦　立花紬役（2018）
- 「THE LIMIT OF SLEEPING BEAUTY」 脚本・監督：二宮健（2018）
- 「純平、考え直せ」 監督：森岡利行　 ユニ役 (2018)
- 「君の膵臓をたべたい」 原作：住野よる 監督：月川翔 (2017)
- 「オトナの恋愛事情」 監督：森川圭 (2016)

### ドラマ
- mov ショートドラマ「既婚者サークル」(2024)[2]
- テレ朝「月読くんの禁断お夜食」第 3 話(2023)
- TBS 日曜劇場「Get Ready!」第 3 話(2023)
- TBS「君の花になる」第 6 話(2022)
- AbemaTV 「恋愛ドラマな恋がしたい」シーズン 9 5 話(2022)
- TBS「この初恋はフィクションです」レギュラー(2021)
- 「ハイポジ」TVO,BSテレ東 (2019)

### 舞台
- “STRAYDOG”Produce「路地裏の優しい猫」(2024)[3]
- “STRAYDOG”Produce「絶叫」原作：葉真中顕　演出:森岡利行 （2023）[4]
- TSUMUGI JAPAN「未来へつむぐ」(2022)
- BIG UP「アンコール」演出：中野智之（PaniCrew）（2021）
- “STRAYDOG”本公演「幸せになるために」 演出:森岡利行 (2020)
- 「GO,JET!GO!GO! Vol.5」 演出:久松りょうた(2019)
- 劇団癖者「元カレ殺人事件」 演出:下城麻菜(2019)[5]
- 吉本新喜劇 佐藤太一郎 企画「お母さんいません」 演出:大塚雅史　(2019)　劇場：ルミネｔｈｅよしもと/ＹＥＳシアター
- “STRAYDOG”令和元年記念公演「それからの夏」脚本:鄭 義信（2019）
- 「畏怖～if～」 演出:渡辺和徳　(2019)
- 劇団ズッキュン娘「たいへんよく生きました！」 演出:滝井サトル(2019)
- Naughty Boys「スカートの中は苺パンツ」 演出:冨永敬太(2019)
- 吉本新喜劇 佐藤太一郎企画「夏の魔球’18」 演出:大塚雅史 (2018)　劇場：なんばグランド花月
- JAPLIN Vol.9「午前０時を眺める人々」 演出:桒原秀一 (2017)
- ソラリネのユメ　Vol.15「いんふゅーず」 演出:佐藤信也 (2016)
- 吉本新喜劇佐藤太一郎企画「THE END’16」 演出:大塚雅史　千秋役 (2016)

以下“STRAYDOG”公演
- 2018

「心は孤独なアトム」演出:森岡利行　原子役
- 2017

「いるかホテル」「へなちょこヴィーナス」
「海街diary」(紀伊国屋ホール)
「夕凪の街　桜の国」
「レディー・ゴー！」「海街diary」(新国立劇場)
「アオイの花」
- 2016

「悲しき天使」（吉祥寺シアター）「へなちょこヴィーナス」
「問題のない私たち」「アロハ色のヒーロー」
「女ヒエラルキー底辺少女」【主演】　「アオイの花」
「ぼくんち」
「女の子ものがたり」
- 2015

「暗闇のレクイエム」「心は孤独なアトム」
「問題のない私たち」「ゴジのラ」「悲しき天使」
- 2014

「問題のない私たち」「女の子ものがたり」
「母の桜が散った夜」「心は孤独なアトム」
- 2013

「ぼくんち」「へなちょこヴィーナス」

### CM
- クボタ（2022）
- PayPay（2020）

### VOICE
- FM-UU(FM-UU85.4)「ドライバーズ・ハイ」パーソナリティ（2024.4～）
- FM-UU(FM-UU85.4)「GOGOドライブ」金曜日パーソナリティ（2024.4～）
- カクヤス ラジオCM（2024）
- NIKE ブランドムービー(2023)
- アサヒマルエフ webCM(2023)
- ポカリスエット webCM(2023)
- 日本GLP アルファリンク TV-CM(2022)
- docomo R-CM (2020)
- インテグレートWEB ムービー(2020)
- Google×マルコメ　コラボCM(2020)
- 東京ガス R-CM （2019）

### その他
- 新宿シティハーフマラソン　イベントステージMC（2025、国立競技場にて）
- 新宿思い出横丁　イルミネーション点灯式MC（2024）
- 初恋タローのコントしちゃらんね（2024.2～2024.12）